# Вороновка (Белопольский район)
Вороновка (укр. Воронівка) — село,
Вороновский сельский совет,
Белопольский район,
Сумская область,
Украина.
Код КОАТУУ — 5920682201. Население по переписи 2001 года составляло 556 человек .
Является административным центром Вороновского сельского совета, в который, кроме того, входят сёла
Дудченки,
Москаленки,
Штановка и
Янченки.

## Географическое положение
Село Вороновка находится на левом берегу реки Вир,
выше по течению на расстоянии в 1 км расположено село Заречное,
ниже по течению на расстоянии в 1 км расположено село Янченки,
на противоположном берегу — сёла Коваленки, Омельченки и Беловишневое.
Через село проходят автомобильная дорога Т-1918 и
железная дорога, станция Торохтяный.

## История
- Село основано в конце XVII века.

## Экономика
- Молочно-товарная ферма.

## Объекты социальной сферы
- Школа I-II ст.